# هاندلي بيج إتش بي 88
هاندلي بيج إتش بي 88  (بالإنجليزية: Handley Page HP.88)‏ هي طائرة بحوث من صناعة بلاكبيرن للطائرات المحدودة، أنتجت لصالح شركة هاندلي بيج لاختبار الديناميكا الهوائية، في بريطانيا. كان أول طيران لها في 21 يونيو 1951. صنع منها طائرة واحدة.